# Polydesmus frauenfeldianus
Polydesmus frauenfeldianus är en mångfotingart som beskrevs av Jean-Henri Humbert och Henri Saussure 1870. Polydesmus frauenfeldianus ingår i släktet Polydesmus och familjen plattdubbelfotingar. Inga underarter finns listade i Catalogue of Life.